# Moundou
Moundou (en àrab موندو, Mūndū) és la segona ciutat més gran del Txad, capital de la regió de Logone Occidental.
La ciutat està situada en el riu Mbéré (un afluent del Logone Occidental), a uns 475 km al sud de la capital N'Djamena. És la principal ciutat del poble Ngambai. Moundou s'ha convertit en un centre industrial, on es troba la cerveseria Gal·la, que produeix la cervesa més popular del Txad i les indústries del cotó i el petroli.